# USS Jason Dunham (DDG-109)
USS Jason Dunham (DDG-109) — ескадрений міноносець КРО типу «Арлі Берк» ВМС США, серії IIa з 127/62-мм АУ. П'ятдесят дев'ятий корабель цього типу в складі ВМС США, будівництво яких було схвалено Конгресом США.

## Назва
Ескадрений міноносець «Джейсон Данхем» названий на честь Джейсона Данхема, першого морського піхотинця, нагородженого Медаллю Пошани за участь в операції «Свобода Іраку». 22-річний капрал морської піхоти Джейсон Данхем в квітні 2004 року в Іраку кинувся на гранату, захищаючи побратимів по зброї, і помер в госпіталі через кілька днів.

## Будівництво

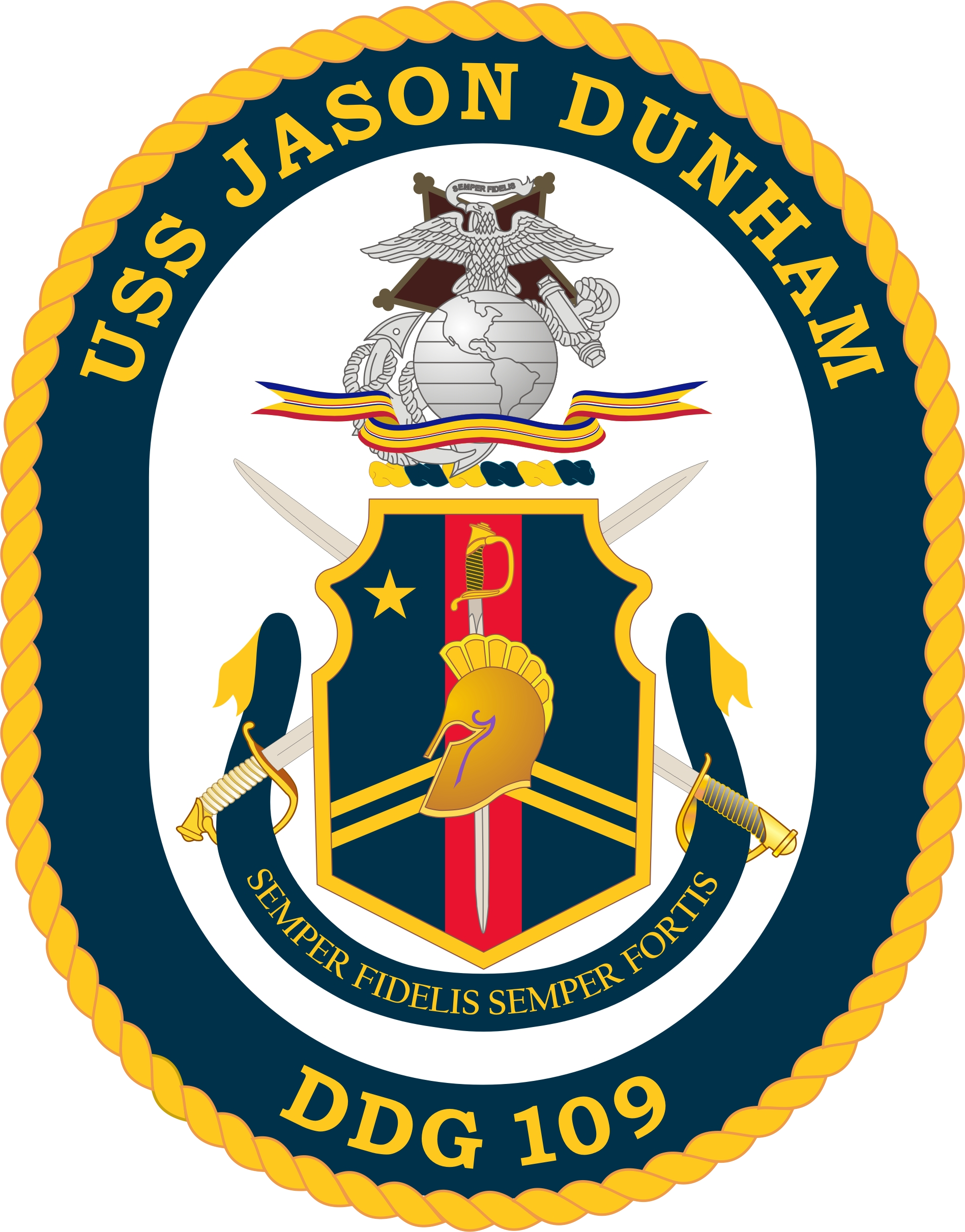
Емблема есмінця

Корабель побудовано на корабельні компанії Bath Iron Works в Баті, штат Мен за 1,1 мільярда доларів США. Закладено 18 травня 2007 року. 18 жовтня 2008 року відбулася церемонія хрещення. Хрещеною матір'ю стала мати капрала Данхем, Дебра Данхем. Спущений на воду 1 серпня 2009 року. Введений в експлуатацію 13 листопада 2010 року.

## Бойова служба
У червні 2012 року Джейсон Данхем здійснив перше розгортання разом з авіаносцем USS Dwight D. Eisenhower у водах Середземного та Аравійського морів. На початку липня взяв участь у багатонаціональних навчаннях Sea Breeze 12 у Чорному морі, та завітав до порта Одесси.
27 січня 2015 року, відбув з Норфолкського порту (штат Вірджинія) і бере участь в операції, мета яких — підтримка національних інтересів у Європі.
4 квітня 2015 року у рамках виконання завдання в Чорному морі зайшов до болгарського порту Варна. Присутність корабля в Болгарії має слугувати підтвердженням для союзників по НАТО, що Військово-морські сили США «прихильні до зміцнення зв'язків у рамках спільних зусиль щодо досягнення миру та стабільності в регіоні Чорного моря».
17 липня 2015 року корабель зайшов в порт Клайпеди. Прибуття USS Jason Dunham в Клайпеду демонструє зусилля військових сил США по зміцненню зв'язку з союзниками по НАТО і регіональними партнерами з метою забезпечення миру і стабільності в регіоні Балтійського моря.